# Marguestau
Marguestau (gaskognisch: gleicher Name) ist eine französische Gemeinde mit 56 Einwohnern (Stand 1. Januar 2022) im Département Gers in der Region Okzitanien (bis 2015 Midi-Pyrénées); sie gehört zum Arrondissement Condom und zum Gemeindeverband Grand Armagnac. Die Bewohner nennen sich Margostanais/Margostanaises.
Sie ist umgeben von den Nachbargemeinden Cazaubon im Nordosten und Osten, Ayzieu im Südosten und Süden, Lias-d’Armagnac im Südwesten und Westen sowie Larée im Nordwesten.

## Bevölkerungsentwicklung
| Jahr                       | 1793 | 1841 | 1856 | 1962 | 1968 | 1975 | 1982 | 1990 | 1999 | 2006 | 2011 | 2017 |
| Einwohner                  | 171  | 320  | 305  | 88   | 77   | 77   | 64   | 66   | 59   | 60   | 70   | 75   |
| Quellen: Cassini und INSEE |      |      |      |      |      |      |      |      |      |      |      |      |